# Clelio Galassi
Clelio Galassi (* 2. März 1950 in Serravalle) ist ein san-marinesischer Politiker. Er war Capitano Reggente (Staatsoberhaupt), und von 1990 bis 2002 Finanzminister; zuletzt war er von 2014 bis 2015 Botschafter seines Landes beim Vatikan.

## Leben
Clelio Galassi war Mitglied des Partito Democratico Cristiano Sammarinese (PDCS) und war von 1974 bis 2012 Abgeordneter im Consiglio Grande e Generale, dem san-marinesischen Parlament. Bereits während seiner ersten Legislaturperiode wurde Galassi für die Zeit vom 1. April bis 1. Oktober 1976 gemeinsam mit Marino Venturini zum Capitano Reggente (Staatsoberhaupt) gewählt. Vom 1. Oktober 1977 bis 1. April vertrat er Industrieminister (Deputato per l’Industria, l’Artigianato e il Commercio) Tito Masi während dessen Amtszeit als Capitano Reggente.
Von 1978 bis 1986 wurde San Marino von einer linken Koalition regiert, der PDCS war in der Opposition. Von 1986 bis 1988 stellten PDCS und Partito Comunista Sammarinese (PCS) die Regierung. Nach der Parlamentswahl 1988 bildete der PDCS mit dem Partito Socialista Sammarinese (PSS) eine Koalition. Galassi wurde Handelsminister (Deputato per il Commercio e i Rapporti con le Giunte di Castello) Nach dem Tod von Clara Boscaglia am 22. Juli 1990 folgte er ihr als Finanzminister (Segretario di Stato per le Finanze e Bilancio, l’Informazione e i Rapporti con l’A.A.S.F.N.). Er blieb in diesem Amt auch in den folgenden von der PDCS mit wechselnden Koalitionspartnern geführten Regierungen bis zur Kabinettsumbildung im Mai 2002.
Von 2003 bis 2004 leitete er die Kommission zur Reform des Wahlrechts (Commissione per la riforma elettorale). Im Jahr 2004 erklärte Galassi seinen Rücktritt aus den Vorstand des PDCS, dem er über 30 Jahre lang angehört hatte. Nach der Parlamentswahl vom November 2008 wurde Galassi Vorsitzender des Innenausschusses. Nachdem er bei der parteiinternen Abstimmung um die Nominierung für das Amt des Capitano Reggente knapp unterlegen war, erklärte Galassi im September 2010 den Austritt aus der Fraktion des PDCS, der er seit 1974 angehört hatte. Er behielt sein Abgeordnetenmandat und unterstützte die Regierung weiterhin, verzichtete jedoch auf seinen Sitz im Innenausschuss. Bei der Parlamentswahl im November 2012 kandidierte er nicht mehr.
Galassi wurde 2010 als Nachfolger von Carlo Biordi zum Vorsitzenden der Società Unione Mutuo Soccorso (SUMS) gewählt. Im Jahr 2013 wurde er für weitere drei Jahre im Amt bestätigt. Im April 2014 wurde er als Nachfolger von Sante Canducci zum Botschafter beim Heiligen Stuhl ernannt. Nachdem die Ermittlungsbehörden eine Untersuchung gegen Galassi in Zusammenhang mit finanziellen Unregelmäßigkeiten bei Immobilien- und Bankgeschäften während seiner Amtszeit als Finanzminister eingeleitet hatten, trat er von seiner Position als Botschafter zurück.